# Teseo (ópera)
Teseo (HWV 9) es una ópera seria en cinco actos con música de Georg Friedrich Händel. Se trata de la única ópera de Händel que tiene cinco actos. El libreto, en italiano, se debe a Nicola Francesco Haym, y está basado en otro libreto: Thésée, de Philippe Quinault, que había musicado Lully en la ópera del mismo título.  
El Teseo de Händel fue su tercera ópera en Londres, y con ella pretendía el compositor repetir el éxito de Rinaldo después de la poco popular Il pastor fido. 
Se estrenó en el Queen's Theatre de Londres el 10 de enero de 1713.  Recibió unas 12 representaciones adicionales hasta el 16 de mayo de 1713.  Entre los cantantes estaban los castrati Valeriano Pellegrini y Valentino Urbani. Entre 1713 y 1984, sólo hubo dos reposiciones, la primera fue con dirección de Fritz Lehmann en Gotinga el 29 de junio de 1947.  En 1985, con motivo del tercer centenario del nacimiento de Händel, la ópera tuvo tres reposiciones. English Touring Opera produjo Teseo en octubre y noviembre de 2007.
Actualmente se representa poco. En las estadísticas de Operabase aparece con sólo 7 representaciones en el período 2005-2010.

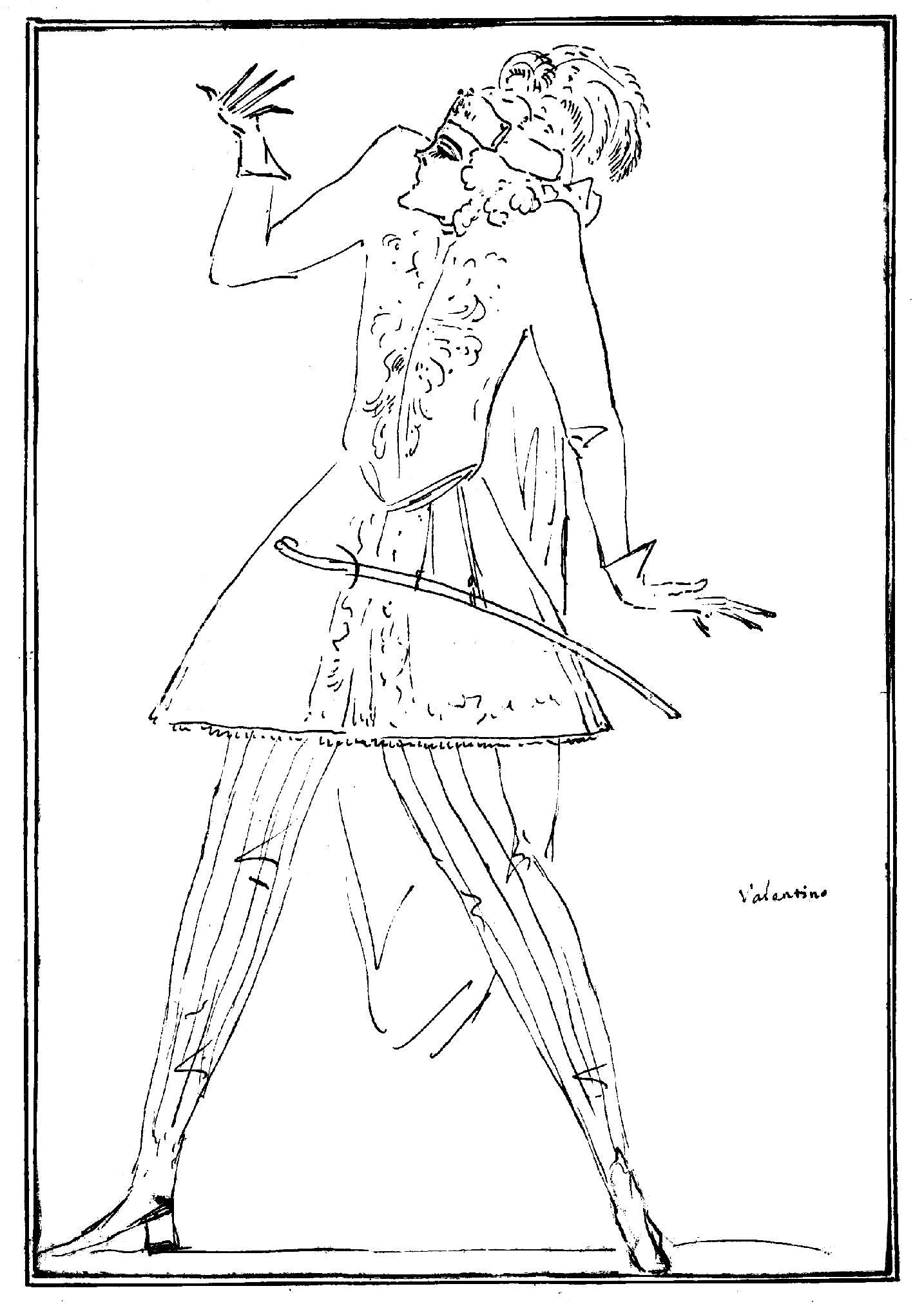
Caricatura hecha por Antonio Maria Zanetti: el castrato Valentino Urbani, que representó en la ópera Teseo el personaje del rey Egeo.